# Varto
Varto ou Guimeguime (em curdo: Gimgim) é uma cidade e distrito do leste da Turquia, na província de Muxe, na região da Anatólia Oriental. O distrito tem 1 318 km² de área e em dezembro de 2021 tinha 30 982 habitantes (densidade: 23,5 hab./km²), dos quais 10 965 na capital de Varto.

## Geografia
O distrito de Varto é cercado pelas montanhas Bingol ao norte e pelas montanhas Xerafetine ao sul. O lago Hamurperte está localizado no leste do centro do distrito. A altitude excede três mil metros nas montanhas Bingol e 2 300 metros nas montanhas Hamurperte e Xerafetine.

## História
Antes do domínio otomano, a região era quase exclusivamente armênia. Então, tornou-se etnicamente e religiosamente diversa. Em 1891, Vital Cuinet relatou uma população de 16 994 pessoas: 9 000 muçulmanos e 7 994 armênios. Os muçulmanos eram principalmente curdos e muhacir circassianos. O Patriarcado Armênio de Constantinopla contava, na véspera da Primeira Guerra Mundial, 4 649 armênios em todo o caza (distrito), com sete igrejas, três mosteiros e quatro escolas. Outra fonte identificou cerca de 5 200 armênios no distrito em 1914, incluindo 600 na cidade, e contou oito igrejas, três mosteiros e cinco escolas. Em junho de 1915, durante o genocídio armênio, um grande número de armênios de Varto foi massacrado no vale de Neuala Asque. Foi o epicentro do terremoto de 1966 que matou quase 2 500 pessoas.

## Subdivisões
O distrito é formado por um município (belde) e 93 aldeias (köy):
Município
- Varto

Aldeias
- Achalte (Ağaçaltı)
- Achecorur (Ağaçkorur)
- Ajarquente (Acarkent)
- Alabaleque (Alabalık)
- Alneacheque (Alnıaçık)
- Aquechatepe (Akçatepe)
- Armutcaxe (Armutkaşı)
- Axaealagoz (Aşağıalagöz)
- Axaecajebei (Aşağıhacıbey)
- Baichi (Bağiçi)
- Baltaxe (Baltaş)
- Basquente (Başkent)
- Bexicaia (Beşikkaya)
- Boiale (Boyalı)
- Boilu (Boylu)
- Buzlugoze (Buzlugöze)
- Calejique (Kalecik)
- Caracoi (Karaköy)
- Caramexe (Karameşe)
- Carapenar (Karapınar)
- Cartaldere (Kartaldere)
- Caiadelene (Kayadelen)
- Caialedere (Kayalıdere)
- Caialeque (Kayalık)
- Caialecale (Kayalıkale)
- Caiguentaxe (Kaygıntaş)
- Cainarca (Kaynarca)
- Caxever (Haksever)
- Chaledere (Çalıdere)
- Chaltele (Çaltılı)
- Chaichate (Çayçatı)
- Chaieriolu (Çayıryolu)
- Chailar (Çaylar)
- Caionu (Çayönü)
- Chobandae (Çobandağı)
- Cochiatae (Koçyatağı)
- Colane (Kolan)
- Coprujuque (Köprücük)
- Cuchuctepe (Küçüktepe)
- Cumeluqueie (Kumlukıyı)
- Cusluque (Kuşluk)
- Cusseinolu (Hüseyinoğlu)
- Dajelar (Dağcılar)
- Dalioz (Dallıöz)
- Daerle (Değerli)
- Derinje (Derince)
- Dictepeler (Diktepeler)
- Doanja (Doğanca)
- Donertaxe (Dönertaş)
- Durujabulaque (Durucabulak)
- Dutozu (Dutözü)
- Erdoane (Erdoğan)
- Eriurdu (Eryurdu)
- Essenler (Esenler)
- Guelintaxe (Gelintaşı)
- Goltepe (Göltepe)
- Goliaila (Gölyayla)
- Gorgu (Görgü)
- Guzeldere (Güzeldere)
- Guzelquente (Güzelkent)
- Iarlessu (Yarlısu)
- Iaiecle (Yayıklı)
- Iaila (Yayla)
- Iedicavaque (Yedikavak)
- Iexildal (Yeşildal)
- Iexilpenar (Yeşilpınar)
- Ielanle (Yılanlı)
- Ichemeler (İçmeler)
- Ilbei (İlbey)
- Iucarecajebei (Yukarıhacıbey)
- Iurtutane (Yurttutan)
- Leileque (Leylek)
- Ojacle (Ocaklı)
- Olacche (Oğlakçı)
- Olchecli (Ölçekli)
- Omecale (Omcalı)
- Ompenar (Onpınar)
- Ozenche (Özenç)
- Ozconaque (Özkonak)
- Salejaque (Sağlıcak)
- Sanleja (Sanlıca)
- Sazleja (Sazlıca)
- Sequi (Seki)
- Tasche (Taşçı)
- Tasdibeque (Taşdibek)
- Tasleiaila (Taşlıyayla)
- Tecneduzu (Teknedüzü)
- Tepecoi (Tepeköy)
- Tuzlu (Tuzlu)
- Uchebulaque (Üçbulak)
- Ulusserte (Ulusırt)
- Unalde (Ünaldı)
- Zorabate (Zorabat)